# Timex Sinclair 2068

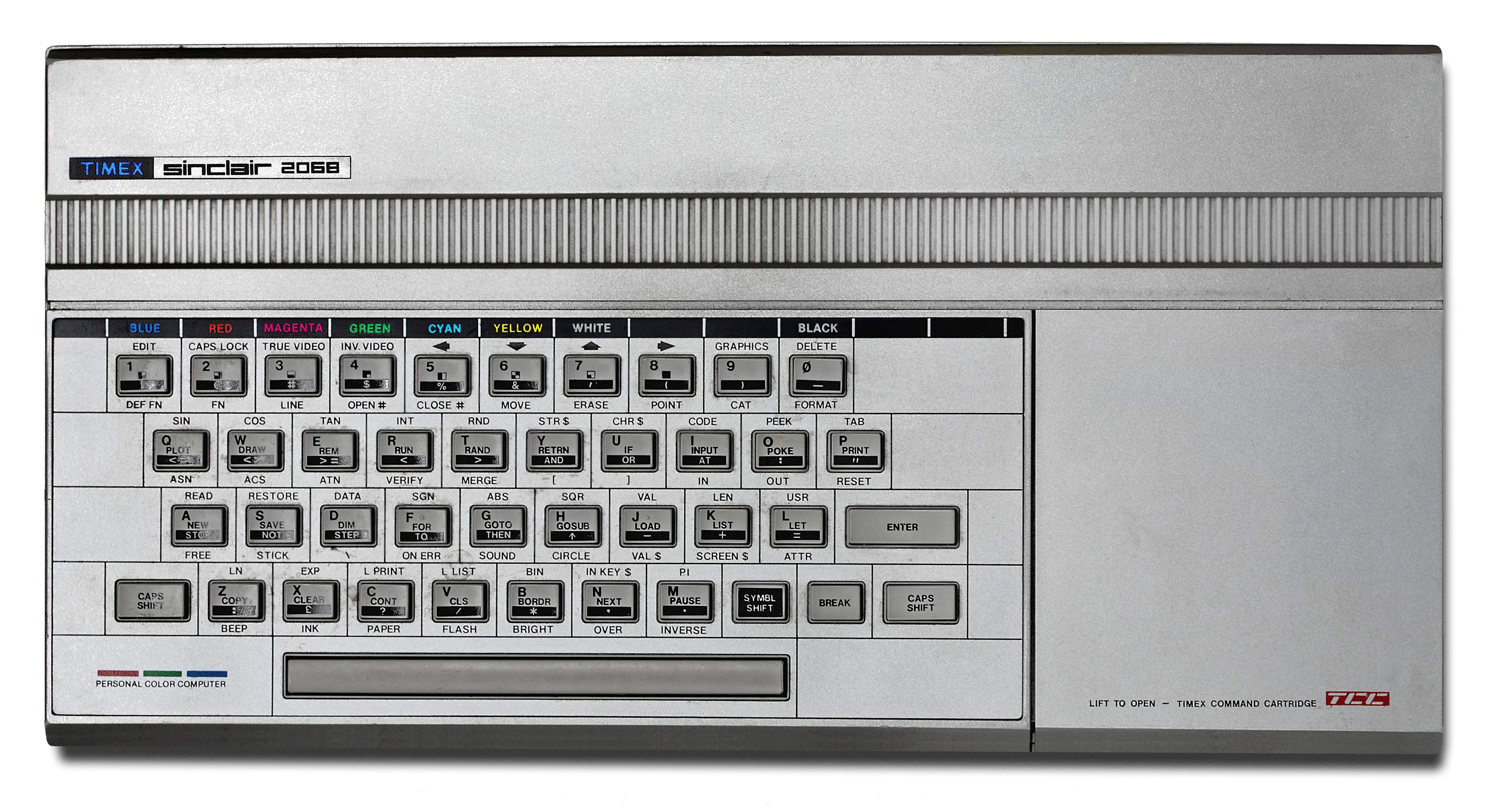
Timex Sinclair 2068

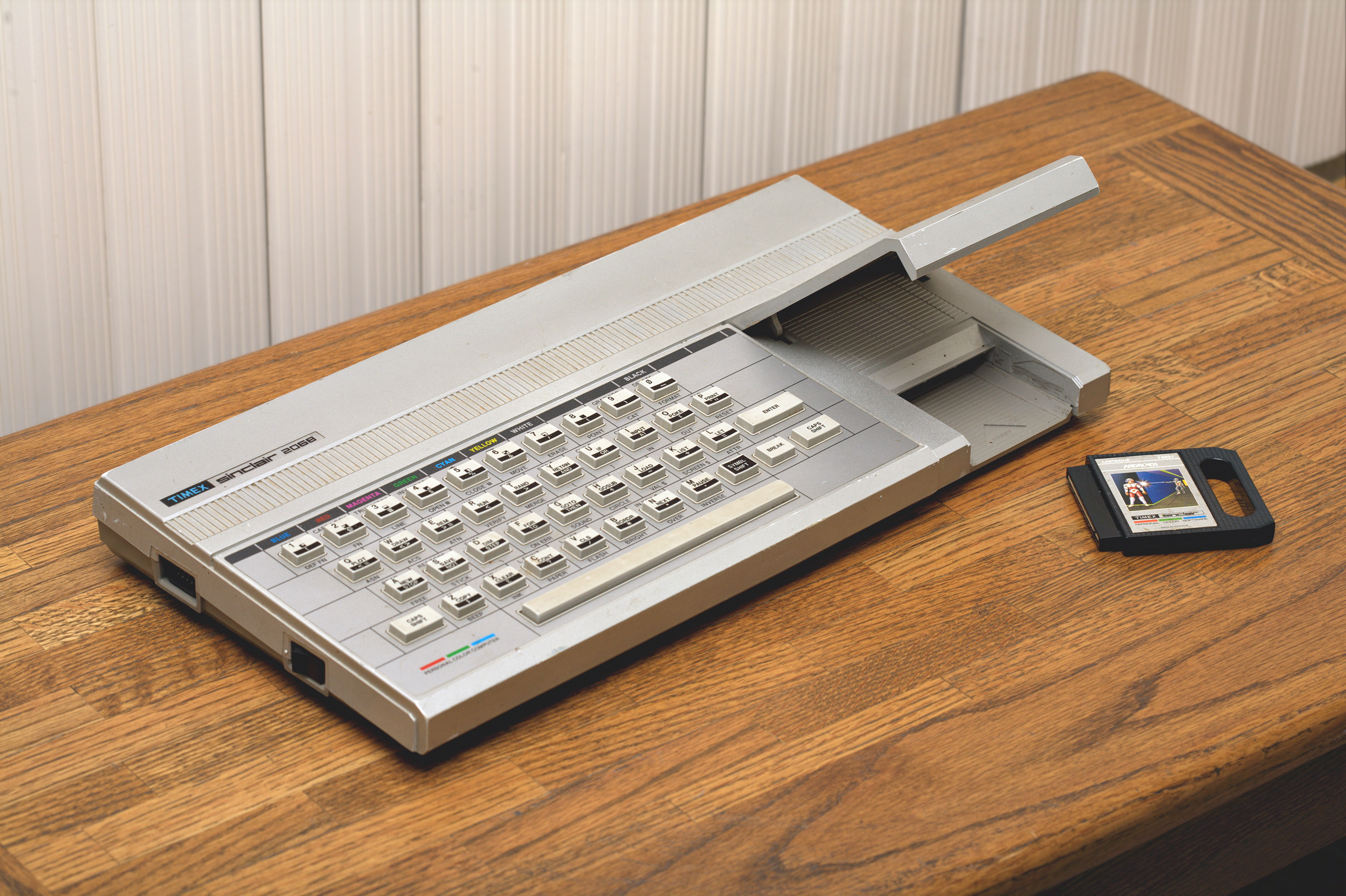

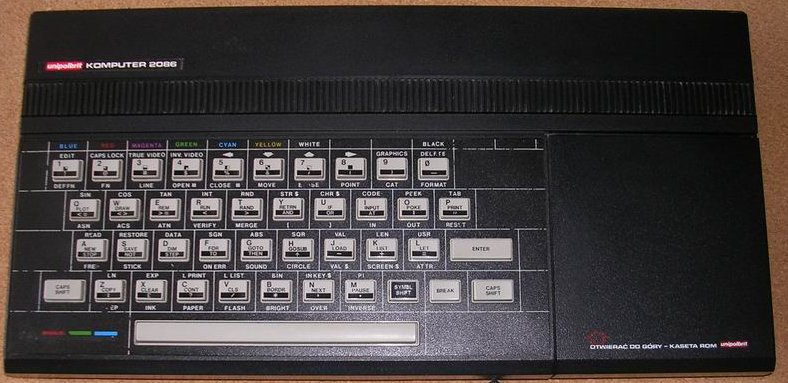
Unipolbrit Komputer 2086

Timex Sinclair 2068 (TS2068) — четвёртый и последний компьютер компании Timex Sinclair, выпущенный для рынка США в ноябре 1983 года. Также выпускался в Португалии под названием Timex Computer 2068 и в Польше как Unipolbrit Komputer 2086. Является одним из наиболее ранних вариантов ZX Spectrum 48K, имевших ряд существенных улучшений по сравнению с оригинальным вариантом.
Выпуск Timex Sinclair 2068 в США был прекращён с ликвидацией компании Timex Sinclair в конце 1983 года. Португальское и польское отделения компании продолжили функционировать и производили компьютеры до 1989 года.

## Характеристики
- Процессор: Z80A на частоте 3,528 МГц
- Память: 48 КБ ОЗУ, 24 КБ ПЗУ
- Звук: бипер и AY-3-8912
- Видеорежимы:
  - Стандартный 256×192
  - Аппаратный мультиколор
  - Монохромный режим высокого разрешения 512×192
- Разъёмы:
  - Два порта джойстиков (несовместимых со стандартом Atari)
  - Разъём для картриджа (сменное ПЗУ)

Микросхема трёхканального синтезатора звука AY-3-8912 впоследствии использовалась в ZX Spectrum 128, но имела другие адреса портов.
Использовалась модифицированная версия Sinclair BASIC, дополненная рядом операторов (DELETE, FREE, ON ERR, RESET, SOUND, STICK) для работы с дополнительными возможностями компьютера.

## Совместимость

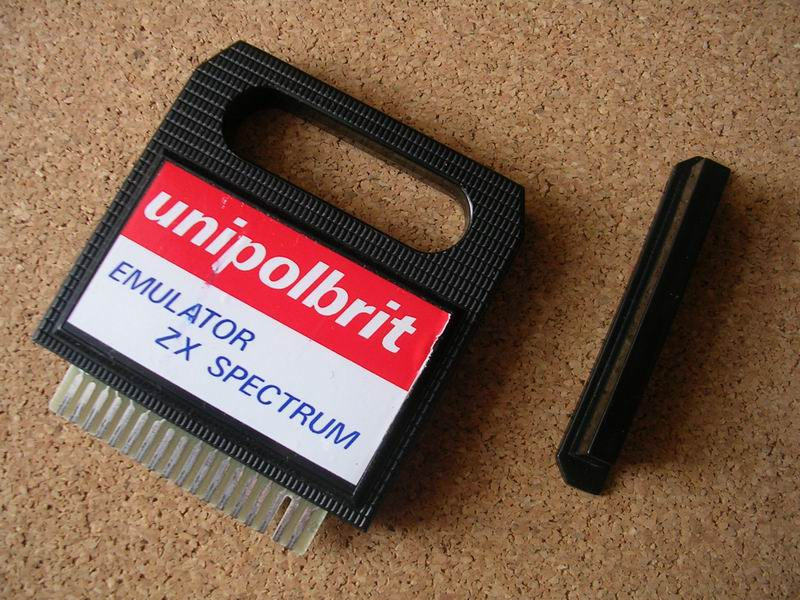
Картридж-эмулятор ZX Spectrum для Unipolbrit

Кадровая частота экранной развёртки для NTSC-версии компьютера, поставляемой в США, равнялась 60 Гц. Компьютер также не имел так называемого «порта атрибутов» (#FF) за счёт того, что шины процессора и ULA были разделены мультиплексорами (это относится только к Timex Sinclair 2068, но не к Timex Computer 2068). Как и в компьютере Timex Computer 2048, порт #FF использовался для управления дополнительными видеорежимами.
Эти и другие изменения сделали компьютер несовместимым с большей частью оригинального ПО для ZX Spectrum. Успешно работало около 7 % оригинальных программ. Для решения этой проблемы большинство компьютеров поставлялись со специальным картриджем-эмулятором, содержащим оригинальную прошивку Sinclair BASIC для ZX Spectrum 48K.